# Star S
 (septembre 2022).
Si vous disposez d'ouvrages ou d'articles de référence ou si vous connaissez des sites web de qualité traitant du thème abordé ici, merci de compléter l'article en donnant les références utiles à sa vérifiabilité et en les liant à la section « Notes et références ».

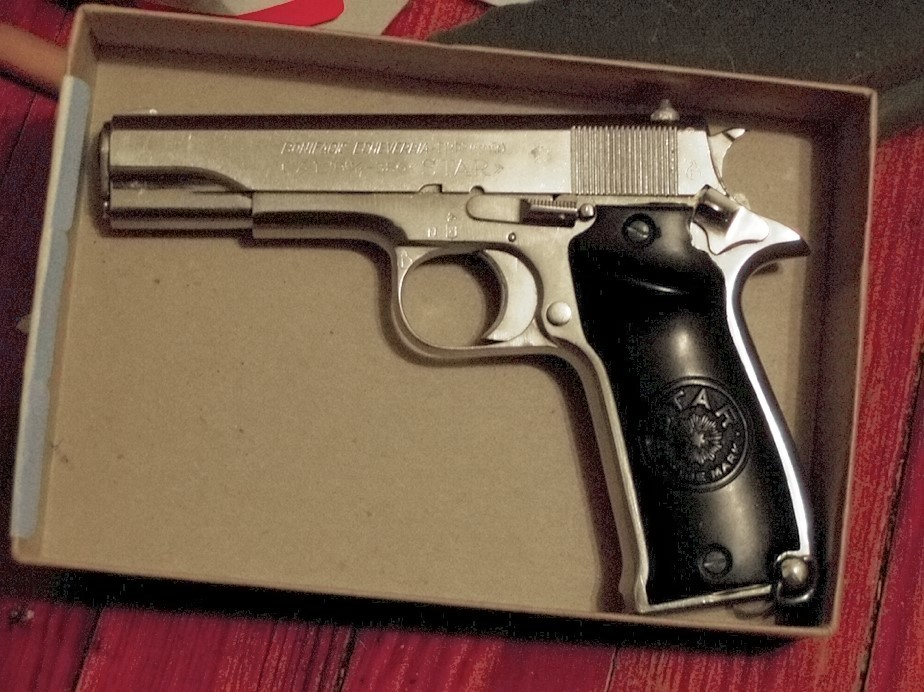
Star S 380

Le Star S est un pistolet semi-automatique à simple action.

## Histoire
Fabriqué par la firme espagnole Star Bonifacio Echeverria S.A., il fonctionne selon le système Browning à biellette. De calibre .380 ACP, c'est l'un des grands succès de la marque. Il sera produit à partir de 1940, pour un usage spécifiquement militaire. Le pistolet Star S était en dotation dans certains services administratifs espagnols, l'aviation et la police armée. Pour le marché civil une autre version verra le jour appelée Star SS. La différence entre les deux armes est minime : une dragonne, des plaquettes de couleur et anatomiques différentes, un talon de chargeur qui s'incruste dans la carcasse pour le Star S. D'un port discret grâce à un encombrement réduit, sa munition limite son efficacité à une fonction d'auto-défense.
Trois cents pistolets Star S avec blason de l'armée de l'air espagnole furent livrés aux autorités du IIIe Reich, pour équiper les pilotes d'avion Messerchmidt dans les années 1941, 1942.

## Caractéristiques
Données numériques (selon fabricant)
```
 * Poids de l'arme avec son chargeur ................................... 0,610 kg
 * Longueur ............................................................ 160 mm
 * Hauteur ............................................................. 115 mm
 * Épaisseur ........................................................... 25 mm
 * Chargeur ............................................................ 8 cartouches
 * Longueur de canon ................................................... 103 mm
 * Longueur de la partie rayée ......................................... 64 mm
 * Diamètre extérieur de la chambre canon .............................. 14 mm
 * Diamètre de la partie rayé .......................................... 12 mm
 * Nombre de rayure .................................................... 6
 * Profondeur des rayures .............................................. 0,02 mm
 * Largeur des rayures ................................................. 3,20 mm
 * Pas des rayures ..................................................... 311,73
 * Rayures tourne à droite ............................................. oui
```

données balistiques (selon fabricant)
```
 * Longueur de la cartouche ............................................ 25 mm
 * Poids de l'étui ..................................................... 4,18 g
 * Poids de l'ogive .................................................... 6,06 g
 * Poids de la poudre .................................................. 0,19 g
 * Poids total cartouche ............................................... 9,27 g
 * Vitesse ............................................................. 320 m/s
 * Puissance bouche du canon ........................................... 31,60 kg
 * Pénétration dans bois de pin à 15 mètres ............................ 90 mm
 * Pression dans la chambre du canon par cm ............................ 1 405 kg
 **Groupement à 25 mètres .............................................. H = 12 cm L = 18 cm
```